# Berengario II de Neustria
Berengario II (muerto 896) fue Conde de Bayeux y Rennes y Margrave de la marca bretona de 886 hasta su muerte una década más tarde.
En 874, la situación política interna de Bretaña era confusa después de que el rey Salomon hubiera sido asesinado por un rival. Los ataques vikingos reanudados aprovechando el vacío de poder fueron contenidos a duras penas por una alianza franco bretona entre Alano el Grande de Vannes y Berengar de Rennes. Entre 889-90, los vikingos del Sena entraron en Bretaña persiguiendo a la flota del Loira que Alan y Berengar exitosamente habían expulsado (esta fuerza última había sido dispersada en numerosas flotillas y navegaba hacia el oeste). Alain otra vez unió sus fuerzas con las de Berengar de Rennes y lideró dos ejércitos Bretones a la batalla. Encontrando su retirada por el Marne bloqueada, los Vikingos llevaron sus barcos por el Vire y sitiaron Saint-Lo, donde los Bretones aniquilaron virtualmente su flota.
La familia de Berengar se convirtió en la primera familia de señores Galoparlantes con residencia en Bretaña (Rennes y Penthièvre, más que el valle del Loira-predominante Nantes o Vannes), como consecuencia de la derrota de la nobleza bretona tras las invasiones Normandas de los años 80 y como recompensa por resistir a los ataques.
Se especula con que Berengario pudo estar casado con la hija de Gurvand, duque de Bretaña, gracias a la cual obtuvo el condado de Rennes. Esto le convertiría en cuñado de Judicael, duque de Bretaña. Se cree que puede ser Berengar de Bayeux cuya hija Poppa fue capturado en una redada y casada con Rollo de Normandía. Varias reconstrucciones le hacen padre, abuelo, o bisabuelo de Judicael Berengar, posteriormente conde de Rennes.